# 兰城街道
兰城街道是中华人民共和国云南省保山市隆阳区下辖的一个街道办事处。

## 行政区划
兰城街道下辖以下村级行政区划单位：
王官社区、栗子园社区、沙河社区、汉营社区、关楼社区、兰花社区、沙滩社区、窑湾社区、田心社区、湾子社区、岱官社区、城南社区、龚家庄社区、新雨社区、知青社区。